# Amietia desaegeri
Amietia desaegeri е вид земноводно от семейство Pyxicephalidae.

## Разпространение
Видът е разпространен в Демократична република Конго.